# سافت کمپ
سافت کمپ (انگلیسی: Soft Camp) شرکت فناوری اطلاعات کره‌ای است، که در سال ۱۹۹۹ تأسیس شد.